# Sala Smetana

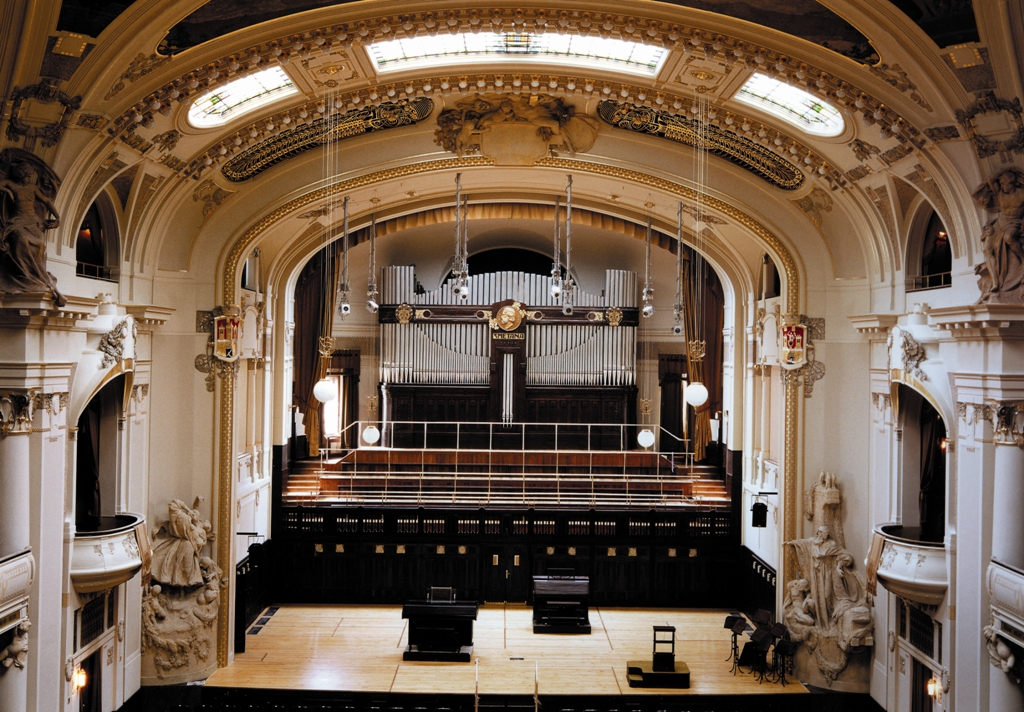
Escenario de la Sala Smetana

La Sala Smetana (en checo, Smetanova síň) es una sala de conciertos de Praga. Forma parte del complejo de la Casa Municipal (Obecní dům), un edificio modernista, sede de diferentes instalaciones culturales de la ciudad. Es la sede de la Orquesta Sinfónica de Praga, y de los conciertos más importantes del Festival Primavera de Praga.
El 28 de octubre de 1918, la Sala Smetana fue el escenario de la proclamación del estado independiente de Checoslovaquia.
Actualmente el aforo de la sala es de 1.140 asientos.